# Jean Simmons
Jean Merilyn Simmons (Londres, 31 de gener de 1929 - Califòrnia, 22 de gener de 2010) fou una actriu anglesa nominada en dues ocasions al premi Oscar. Entre les seves pel·lícules destaquen la versió dirigida per Laurence Olivier de Hamlet, Espàrtac de Stanley Kubrick i Elmer Gantry.

## Biografia
Nascuda al barri londinenc de Crouch Hill, des de petita va voler ser actriu. Simmons va cridar l'atenció d'un cercatalents en una classe de ball amb només 14 anys i va aconseguir debutar al cinema en la seva adolescència apareixent a la pel·lícula Give us the moon (1944), de Val Guest i Caryl Brahms, pel·lícula per la qual va ser escollida entre dues-centes candidates. Va filmar set pel·lícules abans de captar l'atenció de la indústria gràcies al seu paper a Grans esperances, l'adaptació de la novel·la de Charles Dickens que va dirigir David Lean el 1946.
A partir d'aquest moment, les aparicions de Simmons es multiplicarien com a Cèsar i Cleopatra (1945) de Gabriel Pascal, Narcís negre (1947) de Michael Powell i Emeric Pressburger, i sobretot, la seva interpretació d'Ofèlia a Hamlet (1948), l'adaptació de l'obra de William Shakespeare dirigida i protagonitzada per Laurence Olivier. Aquest paper li va valer a Simmons una nominació per als Oscar de 1948 a l'apartat de millor actriu de repartiment.
De tota manera, aquesta nominació va fer de Jean Simmons una actriu atractiva per a les superproduccions nord-americanes. El 1950, la seva popularitat va augmentar encara més casant-se amb Stewart Granger, actor especialitzat en el gènere d'aventures. Aquest matrimoni va durar fins al 1960.
A la dècada de 1950, Simmons va començar a ser habitual en les produccions de Hollywood. Així, destaca les seves participacions a Androcles and the Lion (1952) de Chester Erskine, Cara d'àngel (1952) d'Otto Preminger, La túnica sagrada (1953) de Henry Koster, Sinuhé, l'egipci (1954) de Michael Curtiz, Desireé (1954) de Koster o Ells i elles (1955) de Joseph L. Mankiewicz. Destaquen especialment Grans horitzons (1958) de William Wyler i Espàrtac de Stanley Kubrick.
El 1960, Simmons es divorciaria de Granger i es casaria amb el director Richard Brooks. El seu marit la va dirigir en la culminació de la seva carrera dramàtica: Elmer Gantry (1960) i posteriorment la tornaria a dirigir el 1969 a Amb els ulls tancats, pel que Jean repetiria nominació a l'Oscar, ara en la categoria de millor actriu, pel seu paper d'esposa alcohòlica.
A la dècada dels 70, Simmons va anar apartant-se del cinema per dirigir els seus passos professionals cap a la televisió. Així, els papers de l'actriu britànica serien recordats en sèries com Nord i sud o The thorn birds. La interpretació en aquesta última li valdria un premi Emmy. Encara a principis del nou segle, Simmons seguia treballant esporàdicament, aportant la seva veu a pel·lícules d'animació.
Va morir el 22 de gener de 2010 als 80 anys a la seva llar de Santa Mònica (Califòrnia).

## Filmografia
- Sports Day (1944)
- Give us the Moon (1944)
- Mr. Emmanuel (1944)
- Kiss the Bride Goodbye (1945)
- Meet Sexton Blake (1945)
- The Way to the Stars (1945)
- Cèsar i Cleopatra (Caesar and Cleopatra) (1945)
- Grans esperances (Great Expectations) (1946)
- The Woman in the Hall (1947)
- Uncle Silas (1947)
- Narcís negre (Black Narcissus) (1947)
- Hungry Hill (1947)
- Hamlet (1948)
- The Blue Lagoon (1949)
- Adam and Evelyne (1949)
- So Long at the Fair (1950)
- Cage of Gold (1950)
- Trio (1950)
- The Clouded Yellow (1951)
- Cara d'àngel (Angel Face) (1952)
- Androcles and the Lion (1952)
- La reina verge (Young Bess) (1953)
- Affair with a Stranger (1953)
- La túnica sagrada (The Robe) (1953)
- The Actress (1953)
- She Couldn't Say No (1954) (AKA Beautiful but Dangerous)
- Demetri i els gladiadors (Demetrius and the Gladiators) (1954)
- Sinuhé, l'egipci (The Egyptian) (1954)
- Una bala que espera (A Bullet Is Waiting) (1954)
- Désirée (1954)
- Passos en la boira (Footsteps in the Fog (1955)
- Ells i elles (Guys and Dolls) (1955)
- Hilda Crane (1956)
- This Could Be the Night (1957)
- Until They Sail (1957)
- Grans horitzons (The Big Country) (1958)
- Home Before Dark (1958)
- Aquesta terra és meva (This Earth Is Mine) (1959)
- Elmer Gantry (1960)
- Espàrtac (Spartacus) (1960)
- The Grass Is Greener (1960)
- All the Way Home (1963)
- Life at the Top (1965)
- Mister Buddwing (1966)
- Divorce American Style (1967)
- Rough Night in Jericho (1967)
- Heidi (1968)
- Amb els ulls tancats (The Happy Ending) (1969)
- Say Hello to Yesterday (1971)
- Mr. Sycamore (1975)
- The Dain Curse (TV) (1978)
- Dominique (1978)
- Beggarman, Thief (TV) (1979)
- A Small Killing (TV) (1981)
- The Thorn Birds (TV) (1983)
- December Flower (TV) (1984)
- Midas Valley (TV) (1985)
- Yellow Pages (1985)
- North and South, minisèrie de TV (1985)
- North and South Book II, minisèrie de TV (1986)
- Perry Mason " The Case of the Long Lost Love" (1987)
- The Dawning (1988)
- Inherit the Wind (1988)
- Great Expectations (1989)
- Star Trek: La nova generació (Star Trek: The Next Generation) (1991)
- Dark Shadows (1991)
- They Do It with Mirrors (1991)
- How to Make an American Quilt (1995)
- Daisies in December (TV) (1995)
- Final Fantasy: La força interior (Final Fantasy: The Spirits Within) (2001) (veu)
- Jean Simmons: Rose of England (2004) (documental)
- Howl's Moving Castle (Hauru no ugoku shiro) (2004) (veu)
- Through the Moebius Strip (2005)
- Shadows in the Sun (2008)